# 吉高勘解由
吉高 勘解由（よしたか かげゆ）は、江戸時代後期の武士。出羽国新庄藩家老。実名は不明。

## 出自
吉高氏の本姓は源氏。家系は清和源氏の一流河内源氏の傍流・甲斐源氏の流れで、信濃国守護・小笠原氏の一門小笠原光冬が出羽楢岡城主となって以降、楢岡氏を名乗るようになり、さらに楢岡光信の四男が義高勘解由を名乗り、新庄藩2代藩主・戸沢正誠に仕え、吉高姓を称するようになったのが始まりとされる。代々、勘解由を名乗るが、本項では6代勘解由について解説する。

## 生涯
文化4年（1807年）、吉高織部の嫡男として誕生。幼名を弥十郎といい、長じてからは峯右衛門、そして代々継承する勘解由を名乗った。
文政12年（1829年）、22歳で家督を継ぎ、若くして寺社奉行格となり、御取次役に任ぜられた。文政13年（1830年）寺社奉行となり、さらに天保3年（1832年）に9代藩主・戸沢正胤の前で御用人を命ぜられたが、不慎の儀ありとして役職を免ぜられ、御内証無役に降任された。しかし、天保11年（1840年）、正胤が隠居し戸沢正令が10代藩主となって、勘解由への譴責が解かれ、再び寺社奉行に返り咲き、天保13年（1842年）御用人を当面、寺社奉行と兼務することを命ぜられた。天保14年（1843年）、大殿様付となり、正胤に侍した。しかし、同年、藩主・正令が亡くなり正実が家督を継いだ。
11代藩主・正実は家督相続時に12歳と若年で、政務は前々藩主・正胤が見たため、勘解由はその下にあって政務を補佐、天保15年（1844年）に近習頭・御用書加判を命ぜられた。勘解由は前々藩主・正胤の下で嘉永の藩政改革に従事し、弘化2年（1845年）、御手元並郷中御備米掛、中老を経て、弘化3年（1846年）、家老に任ぜられ150石を加増された。
嘉永4年（1851年）、藩政改革が実を挙げたことから恩賞として100石を加増され、500石取りとなった。嘉永5年（1852年）、病を得て御役御免を願ったが藩主の信任厚く許されず、嘉永7年（1854年）にも再願も却下され、城内台所まで駕籠で登城して良いとの許しを得た。慶応2年（1866年）に隠居し、家督を晋六郎に譲ったが慶応4年（1868年）、戊辰戦争が勃発すると新庄藩は奥羽列藩同盟に加わらず、新政府軍についたため、庄内藩の猛攻により落城し、新庄勢と共に秋田藩領内に敗走、勘解由もこれに随った。
明治元年（1868年）、秋田の地で没した。